# Veine tibiale postérieure
Les veines tibiales postérieures sont deux veines du membre inférieur situées dans la jambe. Elles sont satellites de l'artère tibiale postérieure.

## Origine
Les veines tibiales postérieures sont dans le prolongement des veines plantaires médiales et latérales.

## Trajet
Les veines tibiales postérieures accompagnent l'artère tibiale postérieure dans la loge crurale postérieure entre sa partie profonde et sa partie superficielle.

## Terminaison
Les veines tibiales postérieures sont rejointes par les veines fibulaires et les veines tibiales antérieures pour se jeter dans la veine poplitée.

## Zone de drainage
Les veines tibiales postérieures possèdent des valvules et drainent loge crurale postérieure et la surface plantaire du pied.
Elles reçoivent des veines perforantes dont les veines perforantes de Cockett en provenance de la veine saphène accessoire.

## Aspect clinique
Les veines tibiales postérieures peuvent être le siège de thromboses veineuses profondes.

## Galerie

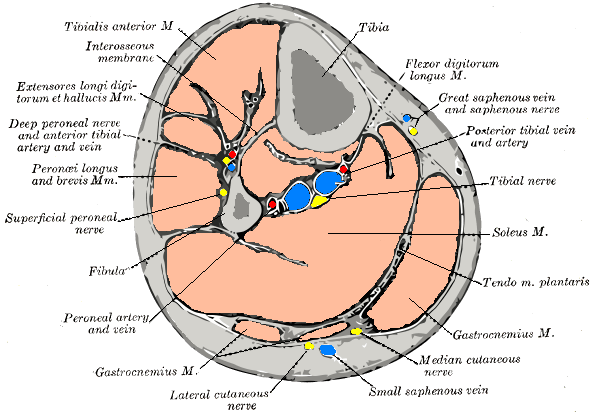
Coupe transversale au milieu de la jambe.